# August Mosbach

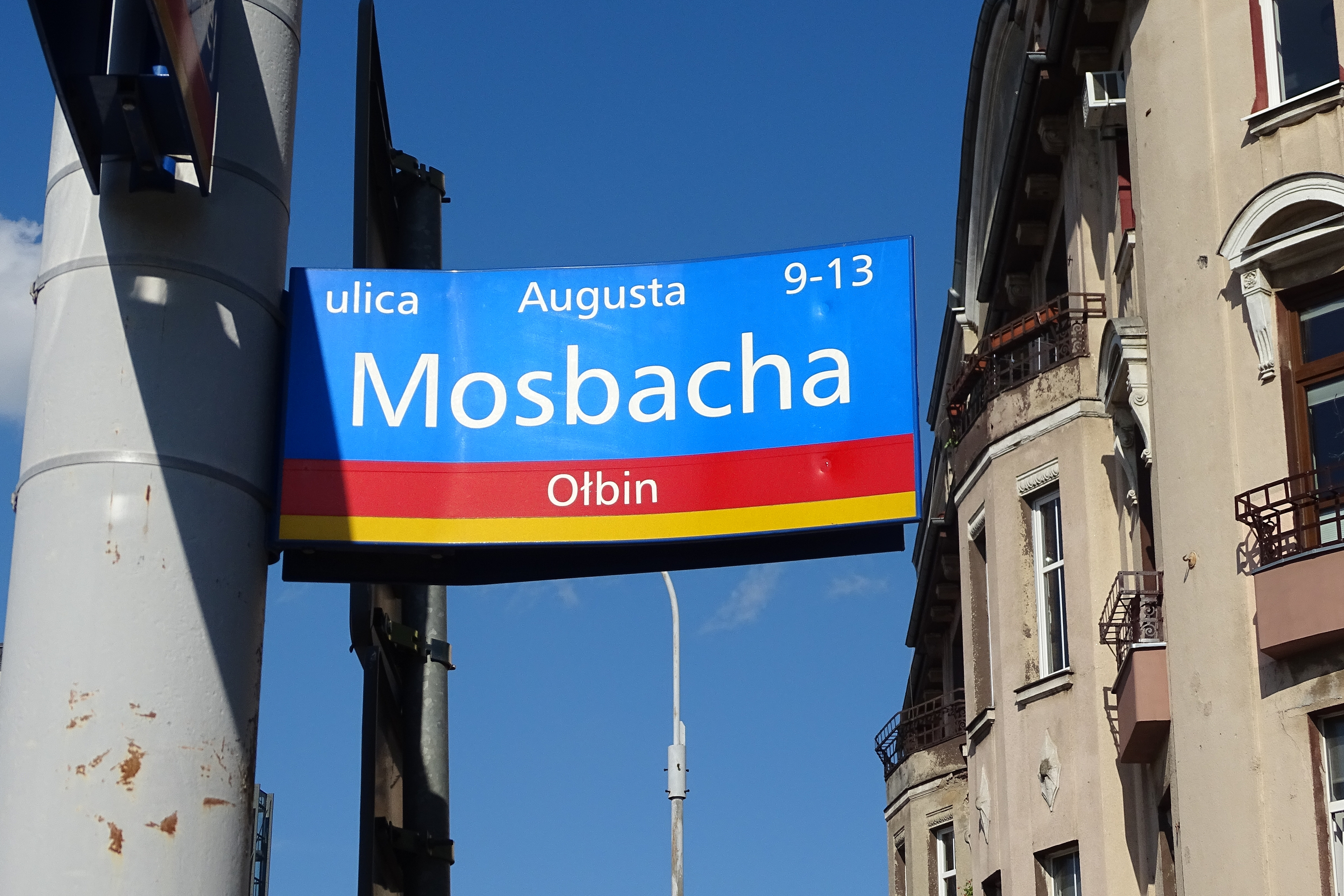
Tablica ulicy im. Augusta Mosbacha we Wrocławiu

 August Mosbach (ur. 14 listopada 1817 w Podgórzu, zm. 10 grudnia 1884 we Wrocławiu) – historyk, archiwista, filolog, publicysta.

## Życiorys
Urodził się w Podgórzu (obecnie dzielnica Krakowa). Jego ojciec Fryderyk Samuel Mosbach, kupiec i makler giełdowy żeniąc się z Julią Bronowską porzucił wyznanie mojżeszowe przyjmując ewangelickie. W 1823 rodzina przeprowadziła się do Wrocławia, po zdaniu matury w ewangelickim Gimnazjum Św. Elżbiety w 1836 August zapisał się na Wydział Filozoficzny Uniwersytetu Wrocławskiego jako kierunek studiów wybierając historię. Studiów tych jednak nie ukończył, odszedł z uczelni w 1839, poświęcając się pracy archiwalnej. Był aktywnym członkiem Towarzystwa Literacko-Słowiańskiego.
Pierwszymi ważnymi publikacjami były „Pomniki dziejów Polski wieku XVII”, które ukazały się we Wrocławiu w latach 1840–1842 pod pseudonimem August Podgórski. Wiele artykułów publikował w poznańskim „Tygodniku Literackim”. Z Ksawerym Łukaszewskim opracował słownik polsko-niemiecki i niemiecko-polski, który za życia autorów osiągnął kilkanaście wydań.
Był jednym z autorów haseł do 28 tomowej Encyklopedii Powszechnej Orgelbranda z lat 1859–1868. Jego nazwisko wymienione jest w I tomie z 1859 roku na liście twórców encyklopedii.
W 1860 wydał „Wiadomości z dziejów polskich w archiwum prowincji szląskiej” oraz „Przyczynki do dziejów polskich z archiwum miasta Wrocławia”. W 1865 bazując na wykonanym przez Aleksander Przezdzieckiego odpisie wydał biografię Piotra Włostowica pt: „Piotr syn Włodzimierza, sławny dostojnik polski wieku XII. Kronika opowiadająca dzieje Piotrowe”. Publikacja ta stała się przyczynkiem do wydania przez Ignacego Kraszewskiego w 1878 powieści „Historii prawdziwej o Petrku Właście palatynie, którego zwano Duninem”.
Jeszcze w 1840 przystąpił do przygotowywania pracy doktorskiej jej tematem miał być XIII wieczny dziejopisarz Godysław Paweł. Pracę na jego temat opublikował dopiero w 1867, a stopień doktora uzyskał w Jenie w 1872.
Wydawał i publikował artykuły na tematy filozoficzne, historyczno-literackie oraz polityczne. Wobec powstania styczniowego zajął postawę zdecydowanie nieprzychylną odmawiając pomocy przy zakupie broni, o co był proszony. Wobec zaborców zajmował stanowisko ugodowe, a polscy historycy, którym niejednokrotnie pomagał w badaniach na Śląsku, wysoko cenili jego zasługi jako badacza dziejów ojczystych i edytora. Niechętnie zaś na jego działalność spoglądali Niemcy, którym nie na rękę było ujawnianie źródeł wskazujących na polską przeszłość Wrocławia i Dolnego Śląska.
Przyjaźnił się z Colmarem Grünhagenem.
Zmarł osamotniony. Pochowany został prawdopodobnie na nieistniejącym już dzisiaj cmentarzu parafii kościoła bernardynów.

## Publikacje
- Pomniki dziejów Polski wieku XVII, 1840–1842
- Wiadomości z dziejów polskich w archiwum prowincji szląskiej, 1860
- Przyczynki do dziejów polskich z archiwum miasta Wrocławia, 1860
- Piotr syn Włodzimierza, sławny dostojnik polski wieku XII. Kronika opowiadająca dzieje Piotrowe, 1865
- Dwa poselstwa do Polski przez Szlązaków odprawione w latach 1611–1620
- Kilka kart z dziejów austriacko-szląsko-polskich za Zygmunta II

## Upamiętnienie
Na wrocławskim Śródmieściu znajduje się ulica jego imienia.